# Xysticus nigropunctatus
Xysticus nigropunctatus är en spindelart som beskrevs av Ludwig Carl Christian Koch 1867. Xysticus nigropunctatus ingår i släktet Xysticus och familjen krabbspindlar.
Artens utbredningsområde är Queensland. Inga underarter finns listade i Catalogue of Life.